# 1-й гимназический сквер
1-й гимназический сквер — сквер в Таганроге, устроенный в 1878 году.

## История
1-й гимназический сквер был устроен стараниями Эдмунда Рудольфовича фон Рейтлингера в 1878 году напротив Таганрогской классической мужской гимназии, посередине Малого Кампенгаузеновского переулка (сегодня — Спартаковский переулок).
В период Гражданской войны был почти полностью уничтожен, восстановлен в 1934 году.
Сквер сильно пострадал в годы оккупации Таганрога. После войны был благоустроен.
Значительной реконструкции сквер подвергся в 1972—1973 годах в связи с устройством площадки для установки памятника героям таганрогского подполья «Клятва юности». С целью ликвидации значительного уклона рельефа в сторону улицы Фрунзе была создана широкая многомаршевая лестница. В центре площадка выложена большими плитами, с обеих сторон проложена асфальтированная дорога, разбиты газоны и цветники. Реконструкция сквера проводилась силами многих предприятий города, студентами и учащимися.